# The Count of Monte Cristo (1913)
The Count of Monte Cristo is een stomme avonturenfilm uit 1913 film geregisseerd door Joseph A. Golden en Edwin S. Porter. James O'Neill, een theateracteur en vader van toneelauteur Eugene O'Neill was een van de sterren. James O'Neill was bekend voor zijn rol als Edmond Dantes, een rol die hij nog jarenlang zou spelen. Daniel Frohman en Adolph Zukor waren de producenten. Edwin S. Porter en Joseph Golden waren co-regisseurs, waarschijnlijk omdat Porter ook de cinematografie verzorgde.
Een eerder versie van Selig met Hobart Bosworth in 1912 werd uit circulatie genomen nadat Zukor een proces voor schending van de auteursrechten aanspande tegen Selig.

## Bezetting
| Acteur             | Personage                           |
| ------------------ | ----------------------------------- |
| James O'Neill      | Edmond Dantes/Count of Monte Cristo |
| Nance O'Neil       | Mercedes                            |
| Murdock MacQuarrie | Danglars                            |

## Bewaring
- De film is bewaard in een paper print versie in de Library of Congress. er rust ook een exemplaar in de National Archives of Canada, Ottawa, en het George Eastman House, BFI National Film and Television Archive.[2][3]